# Maria Ciemerych-Litwinienko
Maria Anna Ciemerych-Litwinienko (ur. 1967) – polska biolożka specjalizująca się w badaniach nad komórkami macierzystymi i rozwojem zarodkowym ssaków. Kierowniczka Zakładu Cytologii oraz Dyrektorka Instytutu Biologii Rozwoju i Badań Biomedycznych Wydziału Biologii Uniwersytetu Warszawskiego.

## Życiorys
Absolwentka Liceum Ogólnokształcącego im. Jana Zamoyskiego w Warszawie. W 1991 ukończyła studia magisterskie na kierunku biologia na Uniwersytecie Warszawskim. Następnie podjęła studia doktoranckie na tej samej uczelni, podczas których zajmowała się badaniami nad regulacją dojrzewania oocytów oraz wczesnymi etapami rozwoju zarodkowego myszy. W 1998 obroniła pracę doktorską pod kierunkiem Andrzeja Tarkowskiego. W 2006 uzyskała stopień doktora habilitowanego. Odbyła staże naukowe m.in. w School of Biological Sciences w University of Manchester,  w Instytucie im. Jacques’a Monoda w Paryżu, oraz Wellcome/CRC Institute (obecnie Gurdon Institute) w Cambridge. Podczas trzyletniego stażu podoktorskiego w Harvard Medical School w Bostonie zajmowała się rolą cyklin D we wczesnym rozwoju zarodkowym myszy i nowotworzeniu. Obecnie prowadzi badania poświęcone różnicowaniu komórek macierzystych oraz regeneracji mięśni szkieletowych.
Od 2006 roku kieruje Zakładem Cytologii Wydziału Biologii na Uniwersytecie Warszawskim. W latach 2012–2020 była prodziekanem do spraw organizacji badań na Wydziale Biologii UW. Od 2020 jest dyrektorką Instytutu Biologii Rozwoju i Nauk Biomedycznych Wydziału Biologii UW. W 2012 uzyskała tytuł profesora nauk biologicznych.
Od 2022 członkini korespondentka Wydziału IV Przyrodniczego Polskiej Akademii Umiejętności.
Od 2024 członkini Rady Doskonałości Naukowej.

## Nagrody i odznaczenia
W 1995 uzyskała stypendium „Start” Fundacji na rzecz Nauki Polskiej, w 2003 stypendium Fundacji Polityka, a w 2005 stypendium L’Oréal dla Kobiet i Nauki.